# Валлориате
Валлориате (итал. Valloriate) — коммуна в Италии, располагается в регионе Пьемонт, в провинции Кунео.
Население составляет 143 человека (2008 г.), плотность населения составляет 9 чел./км². Занимает площадь 16 км². Почтовый индекс — 12010. Телефонный код — 0171.
Покровителем коммуны почитается святой архангел Михаил, празднование 29 сентября.

## Демография
Динамика населения:

## Администрация коммуны
- Официальный сайт: